# 即时战略游戏
即時戰略（英語：Real-time Strategy，簡稱）遊戲是戰略遊戲的子類，即是實時遊戲而不採回合制。通常，標準的即時戰略遊戲會有採集資源、建造基地、發展科技等元素。在玩家指揮方面，即時戰略遊戲通常可以獨立控制各單位，而不限於群組式控制。
常見误解：「只要是即時的戰爭遊戲就算是即時戰略遊戲」，其實即時戰略遊戲在真正意義上（或者說狹義上）的認定是比較嚴格的。即時戰略遊戲在戰略（Strategy）的謀定過程上必須是即時的。當戰爭遊戲只有戰鬥時是採即時制，而在採集、建造、發展等戰略元素是採回合制，就不能算是真正的即時戰略。另外，如果該遊戲完全沒有上述的戰略元素，那也只能算是即時戰術遊戲。

## 歷史
即時戰略遊戲的型態經過長久的演變與塑造，很難去確實辨認哪些遊戲算是即時戰略的前身。
在英國，即時戰略可以追溯至1983年，由John Gibson開發的《Stonkers》，以及1987年發行的《Nether Earth》。這兩款遊戲都是發行在ZX Spectrum家用電腦。而北美普遍認為《上古戰爭藝術》（The Ancient Art of War，1984年）是現代即時戰略游戏的始祖。也包括了它的續作：《上古戰爭藝術海戰篇》（The Ancient Art of War at Sea，1987年）。另外，有些資料認為1982年發行的《Utopia》是第一款即時戰略遊戲（發行在Intellivision遊樂器上），不過它採用的其實是限時回合制（又稱半回合制）。上述的遊戲都難以算是真正的即時戰略遊戲，因為它們缺乏基地建造和『真正的』資源採集，不過它們倒是擁有最基礎的『征服』元素。
1989年，發行在Sega Genesis遊樂器的《雷霆戰機》（Herzog Zwei），以及1990年，發行在Amiga和Atari ST的《Battle Master》。這兩款可能是最早擁有所有即時戰略必要元素的遊戲。而即時戰略類型的確立是基于1992年，由Westwood Studios（該工作室先前也製作過一款名叫《Battletech: The Crescent Hawk's Revenge》的即時戰術遊戲）製作的《沙丘魔堡II》。在此之後，即時戰略遊戲開始蓬勃發展並進入黃金時期。
沙丘魔堡II帶來的成功影響了暴雪娛樂，與Westwood形成了數年的競爭關係，始于后者第一款即時戰略遊戲魔獸爭霸（1994年），該作品大體上是《沙丘魔堡II》的中古世紀仿作。1995年續作魔獸爭霸II獲得成功。Westwood Studios也於同年推出了《命令与征服》。這兩款遊戲皆改善了畫面與操作，並且后者在當時引爆了網路對戰的熱潮。其中，一套《終極動員令》允許兩位玩家在網路對戰，因為遊戲的兩片光碟都可以獨立运行。后者的资料片红色警戒接替了最受欢迎的对战游戏的位置。
1997年，造成深遠影響的《橫掃千軍》出現，首先引入3D場景和單位概念，強調宏觀操作、大場面大規模調動。《世紀帝國》同樣出現在1997年，以慢節奏結合文明的時代進階特點。
1998年，暴雪娛樂推出星海爭霸及其資料片《怒火燎原》在市場上獲得成功並榮獲許多獎項。星海争霸成功，產生了電競這個領域跟職業，直到2010年《星海爭霸II》推出以後，星海爭霸仍然是RTS遊戲以及全球競賽中最引人注目的焦點。
2002年7月，暴雪娛樂发行了《魔兽争霸III：混乱之治》，《魔兽争霸III》使玩家集中注意力于“控制战斗单位”而非“生产战斗单位”。故与《星际争霸》相异，此游戏要求玩家关注于小规模的战斗而非宏观的调兵遣将。
2006年，遗迹娱乐的即时战略游戏《英雄連隊》横空出世，《英雄连》通过创新游戏中资源的采集方式来改变了即时战略游戏的操作方式，创造一个更加战略和针对小队行动、战争场面更加宏伟的即时战略游戏体验。游戏统计网站metacritic根据各大游戏网站的评价给出了93%的综合评分，为有史以来最高评价的即时战略游戏。
2007年3月，美国艺电发行命令与征服系列最新作《命令与征服3：泰伯利亚之战》，此游戏为《命令与征服》系列的泰伯利亚系列追加第三个势力，并且是第二套《命令与征服》游戏系列里面可以让玩家自由升级其军队的作品。
2007年9月，育碧软件发行冷战题材的即时战略《冲突世界》，该游戏不提供基地建设和资源收集，玩家在游戏中将有一个预先确定数量的增援点来购买单位。

## 遊戲內容
总的来说，游戏开始时都会有基础资源供游戏者或电脑开发更多资源，组建不限于战斗的单位，按照游戏的胜負条件，最后胜負，游戏结束。有的游戏中，游戏者会获得游戏结束时刻的资源、游戏单位的统计，以一种或以上方式展现给游戏者，以便下次有更好的游戏体验。

### 遊戲過程
一般來說，大多數即時戰略遊戲包含以下的步驟：
- 利用專門的單位來採集資源（也就是資金）、建設基地。
- 而採集到的資源可以用來生產單位、基地建造或是研發科技。
- 偵查，找出更多資源以及敵人位置。
- 摧毀、消滅敵人。

### 遊戲結束
除了有時候單人遊戲會有特殊的任務需求外，即時戰略遊戲一般都以摧毀敵人作為任務目標以及遊戲結束的方式。而各家即時戰略遊戲結束的方式有以下幾種：
- 摧毀所有敵方單位（包含部隊、建築物）。
- 摧毀所有敵方建築。
- 摧毀所有敵方主城，若敵人無法在指定時間內重建則遊戲結束。
- 守住我方基地
- 摧毀特定敵方單位或建築

由於即時戰略遊戲帶來的快節奏，使其玩家團體不同與傳統的回合制戰略遊戲。曾經一段時間內，傳統的戰略遊戲玩家將即時戰略遊戲看成是對回合制戰略遊戲的「簡單模仿」，因爲時間作爲限制條件使得思考隨着遊戲內容減少。由於遊戲的快節奏（和省去了交替等待的時間）使得一場遊戲的時間變得更短。
近來的即時戰略遊戲通常試圖降低快速點擊鼠標在遊戲中的重要性，而使得玩家將注意力更多的集中在遊戲戰略本身上面。例如，生產序列允許玩家一次分配多個生產任務而不是每次都要等到一個戰鬥單位完成生產後再下達另一條生產指令。路徑設置允許玩家一次向一單位下達多條指令。

## 遊戲中的戰術與戰略

### 資源
即時戰略遊戲中的資源可能是黃金、礦石、木材、糧食甚至是殘骸（例如《橫掃千軍》）等等，這些資源也就是用來生產建造的基础。所以玩家必須確保資源能夠足量而且穩定的獲得供應。另一方面，干擾敵方的資源採集也是致勝的方法。
通常在即時戰略遊戲中，玩家在初始區域所能採集到的資源都頗為有限，所以必須儘快找尋其它的資源區。

### 地形與氣候
普遍來說，地形與氣候在即時戰略遊戲中的影響與現實戰爭相較甚遠（尤其是氣候）。地形在遊戲中最直接的影響就是限制海、陸兩個軍種的移動能力。一些即時戰略遊戲會在地形高低的部分作差異，這可能會影響到單位的命中率與可視距離，一般來說處在高處具有較佳的優勢。另外，也有些會限制不同單位（步兵、車輛等等）的爬坡能力，可能會移動緩慢或者甚至爬不上去。彈道的應用也影響戰鬥。
至於時間與日夜變化，這些對目前的即時戰略遊戲都缺乏實質的影響。這種情況在《魔獸爭霸III》中有所改善。其中一些單位可以在夜間隱形，甚至是回覆生命。而在某些即時戰略遊戲中（例如，《地球2150》），則是以能見度和部隊開燈與否影響視野和夜間的隱蔽程度。

### 補給
由於遊戲中的單位普遍不需要持續的補充飲食、彈藥或是燃油，所謂的補給代表的是兵力的補充。後備與補充兵力差距就成了致勝的關鍵之一。
通常，为了避免无限制生产作战单位做成游戏角力不平衡，一些即時戰略遊戲的兵力補給採用人口上限和維護費用作为限制，或者作战单位需求彈藥供給才能作战；相反，也有部分游戏不具體限制單位數目。

### 戰術
即時戰略的單位操控相較於回合制，相當的直覺，而且不僅更快也更方便。
原則：
- 戰術服務於戰略。
- 集中火力消滅敵方最具威脅單位。
- 適時的後撤單位暫時保存力量。
- 以較低的消耗換取高價值目標。

## 即時戰略與其它類型的結合/即時戰術遊戲

### 混合类型
如Savage: The Battle for Newerth，2003年发行，单纯网络游戏，掺入角色扮演、第一人称射击元素的网络游戏。每一方只有一名指挥官，其他人都是战场的一单位。

### 第一人稱射擊遊戲
第一人稱射擊遊戲與即時戰略的結合首見於1997年發行的旭日東昇（Uprising）。玩家在遊戲中不僅要操作坦克，還必須建設基地並對部隊下命令。另外相似的遊戲還有1998年發行的終極戰區。

### 角色扮演遊戲
活祭是第一款真正融合大量角色扮演元素的即時戰略遊戲。遊戲內容除了生產部隊、發動戰爭外，還得讓自己的角色（一名巫師）升級、獲得更多的能力。
《魔獸爭霸III》在傳統的即時戰略類型中加入了角色扮演式的『英雄』單位，英雄單位可以殺敵賺取經驗值，升級可以提升屬性並學習新的技能，並且可以使用、佩帶裝備來加強自己的能力。

### 多人大型即時戰略遊戲
强调多人在线对抗。
- 破碎銀河系
- End of Nations（英语：End of Nations）
- 衝突世界
- 戰艦世界
- 戰車世界
- 战争雷霆

## 戰略和戰術的發展
即時戰略遊戲著重於戰略和戰術的運用，如同下棋般以佈署各種單位及運用不同戰術作攻擊手段。各種單位及建築物的設定亦偏向合理化；在即時戰略遊戲發展成一種表演比賽後〈主要在1998年的StarCraft發展成國際性比賽〉，遊戲節奏可變極快，縮短時間利於吸引觀看。

## 即時戰略遊戲的畫面
即時戰略遊戲從2D走向3D的過程其實並不緩慢，1997年的《橫掃千軍》就已經是3D畫面了，只不過採用固定的俯瞰視角，所以在觀感上沒有和2D畫面有太多的差異，儘管3D地形計算多年沒有後繼；1999年發行的即時戰略遊戲：《戰地2100》以及《家園》（Homeworld）給予額外的擴展。這段時間，地面即時戰略使不少玩家認為3D化的物件會影響到可視範圍，利用可調整視角解決的話又會影響遊戲的操控性與節奏，這問題在連線對戰上尤其嚴重。直到2002年，《魔獸爭霸III》和《終極動員令：將軍》（Command & Conquer: Generals）提供了遠方俯視視角部分解決了這部分的問題。

## 外部連結
- 即時戰略遊戲簡史Part 1
- 即時戰略遊戲簡史 Part 2
- StrategyPlanet （页面存档备份，存于）